# Неімплікація

Діаграма Венна до

Матеріа́льна неімпліка́ція (англ. material nonimplication) або аб'ю́нкція (англ. abjunction, від лат. ab — «з», junctio — «сполучення») — це заперечення логічної імплікації. Тобто, для будь-яких двох висловлень P та Q неімплікація з P до Q є істинною тоді й лише тоді, коли істинним є заперечення імплікації з P до Q. Природніше це формулюється як те, що неімплікація з P до Q є істинною лише якщо P є істинним, а Q — хибним.
Її можна записувати із застосуванням логічних позначень як
p⊅q
Lpq
p↛q
І вона є рівнозначною до
p∧~q

## Визначення

### Таблиця істинності
| {\displaystyle A} | {\displaystyle B} | {\displaystyle A\nrightarrow B} |
| ----------------- | ----------------- | ------------------------------- |
| F                 | F                 | F                               |
| F                 | T                 | F                               |
| T                 | F                 | T                               |
| T                 | T                 | F                               |

## Властивості
збереження хибності: Інтерпретація, за якої всім змінним призначено значення істинності «хиба», в результаті неімплікації дає значення істинності «хиба».

## Символ
Символом неімплікації є просто перекреслений символ імплікації. Її символом в Юнікоді є 8603 (десятковий).

## Природна мова

### Риторична
«p, але не q.»

## Булева алгебра
(A'+B)'

## Інформатика
Побітова операція: A&(~B)
Логічна операція: A&&(!B)